# Allium rubellum
Allium rubellum là một loài thực vật có hoa trong họ Amaryllidaceae. Loài này được M.Bieb. mô tả khoa học đầu tiên năm 1808.